# Москалёв, Анатолий Николаевич
Анато́лий Никола́евич Москалёв (? — 18 января 2009 года) — советский и российский физик, лауреат премии имени В. А. Фока.

## Биография
Окончил физико-механический факультет Ленинградского политехнического института.

В 1959 году пришёл на работу в филиал Физико-технического института АН СССР. Затем перешёл в ставший самостоятельным Петербургский институт ядерной физики имени Б. П. Константинова (ПИЯФ), где работал младшим научным сотрудником (1960), старшим научным сотрудником (1978), заместителем заведующего отделением теоретической физики (c 1982).
В 1978 году — защитил докторскую диссертацию.
С 1985 по 1993 годы заведовал сектором атомной физики теоретического отдела.
В декабре 1985 года избран учёным секретарём института.
С 1992 по 2001 годы — заместитель директора ПИЯФ по науке, получено учёное звание профессора.
После 2001 года вернулся в теоретический отдел, где работал главным научным сотрудником.
Умер 18 января 2009 года.

### Научная деятельность
Основная область научных интересов — физика слабых взаимодействий, работы по несохранению пространственной и временной чётности в атомах, молекулах и мезоатомах, работы по теории углового момента.
Автор более 60 научных работ, учебника для студентов-физиков.

## Награды
Премия имени В. А. Фока (совместно с Д. А. Варшаловичем, за 2001 год) — за монографию «Квантовая теория углового момента»